# 蒂帕科克

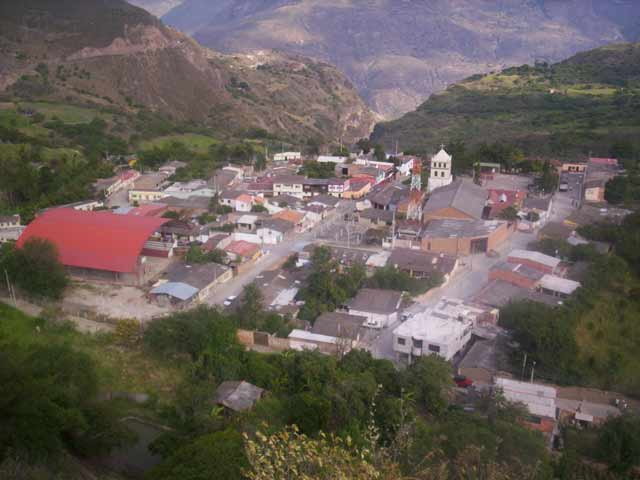

蒂帕科克是哥倫比亞的城鎮，位於該國東北部，由博亞卡省負責管轄，距離首府通哈174公里，始建於1968年11月28日，面積72平方公里，海拔高度1,914米，2005年人口3,730。

## 外部連結
（西班牙文）Tipacoque portal （页面存档备份，存于）
6°25′N 72°42′W / 6.417°N 72.700°W